# Közlekedés a San Francisco Bay Areában

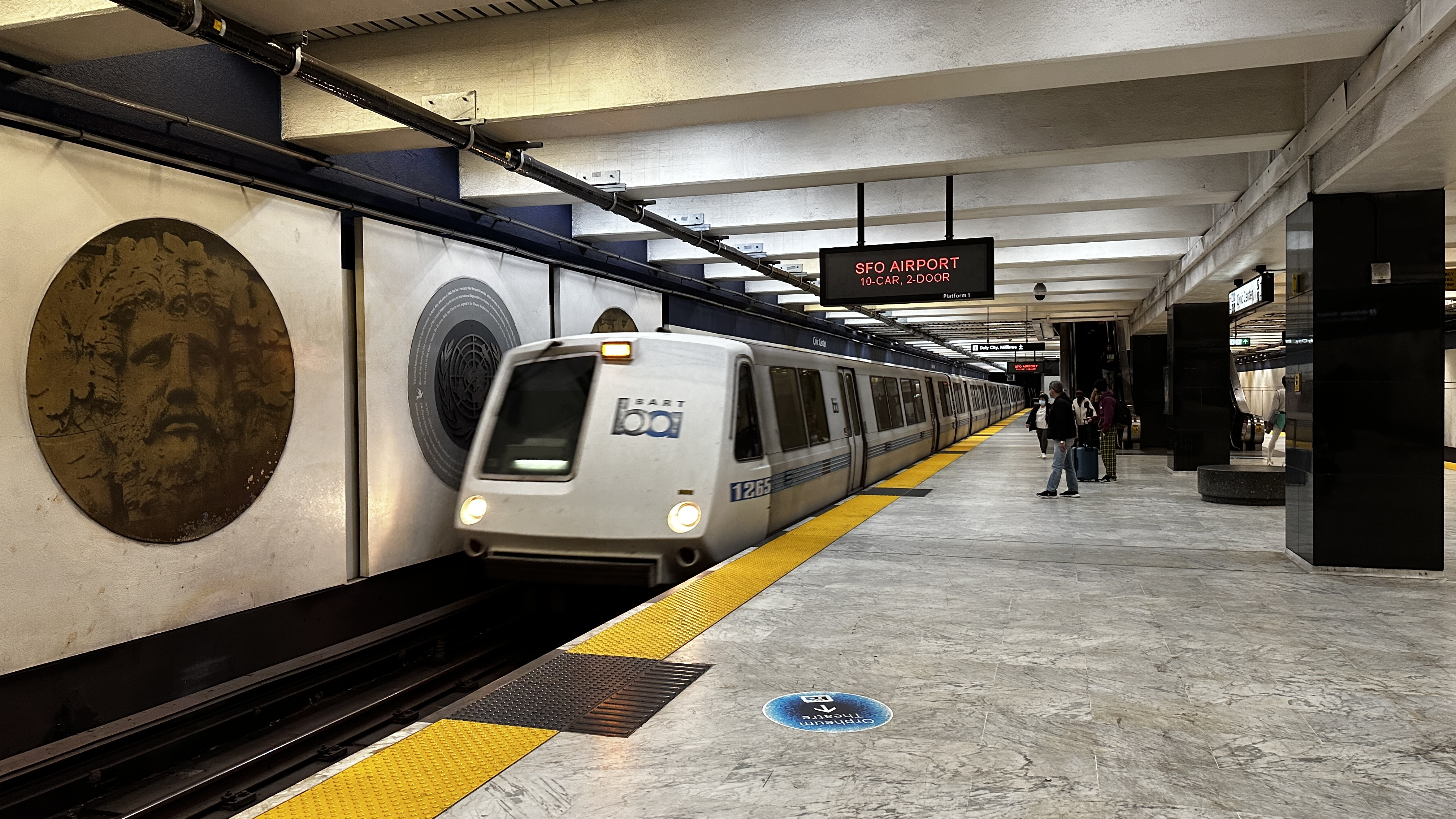
A BART a regionális és transzbayi tranzit egyik fő szolgáltatója (a képen egy vonat a Civic Center/UN Plaza állomás felé közeledik)

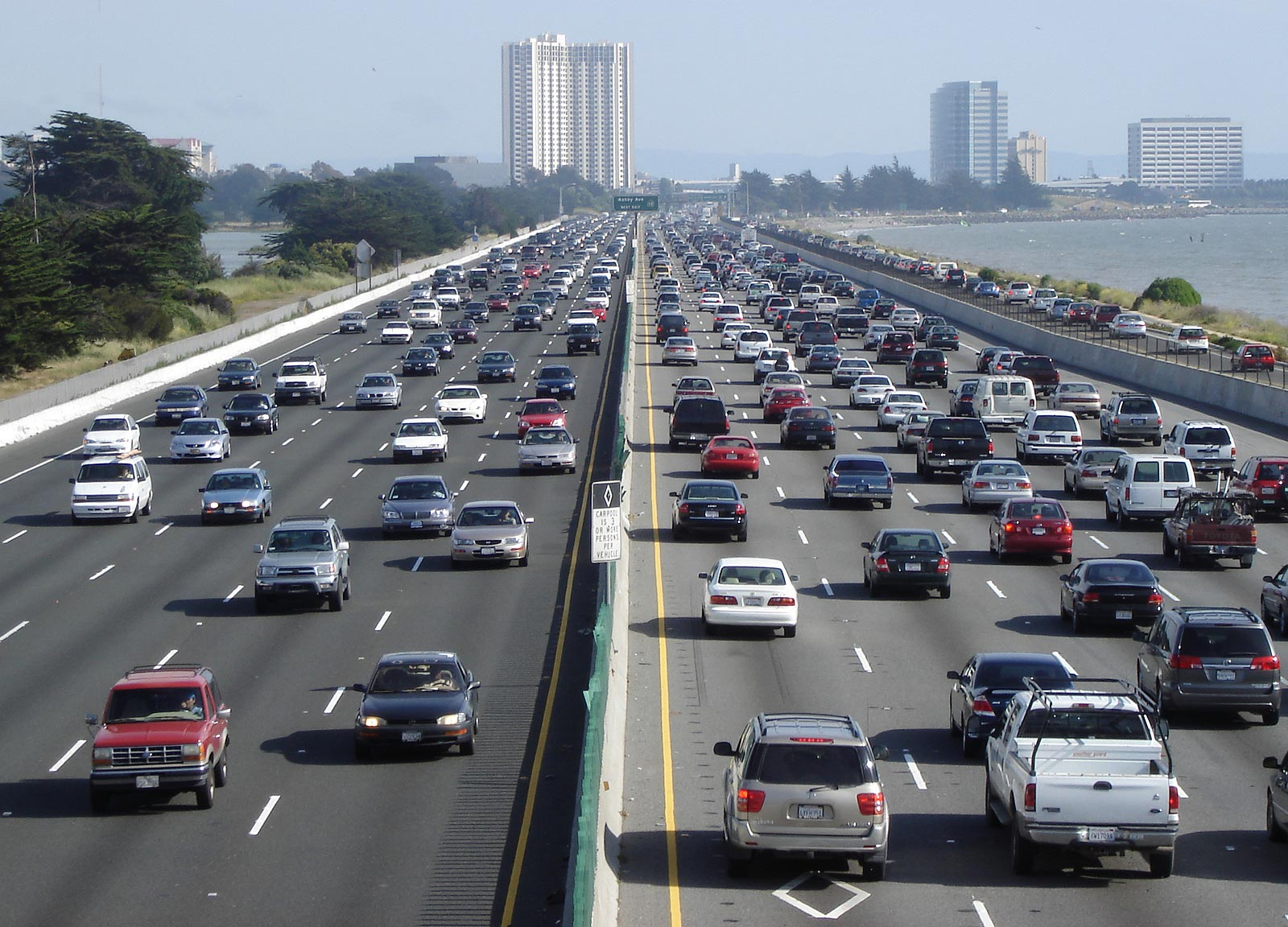
Az Interstate 80 a Bay Area egyik fő városi autópályája (a képen a kaliforniai Berkeleyben, mint Eastshore Freeway látható).

A San Francisco-öböl térségében élők egy összetett multimodális közlekedési infrastruktúrára támaszkodnak, amely utakból, hidakból, autópályákból, vasútvonalakból, alagutakból, repülőterekből, tengeri kikötőkből, valamint kerékpár- és gyalogosutakból áll. E különböző közlekedési módok fejlesztését, karbantartását és üzemeltetését különböző ügynökségek felügyelik, köztük a kaliforniai közlekedési minisztérium (Caltrans), az Öböl menti kormányzatok szövetsége, a San Francisco-i városi közlekedési ügynökség és a nagyvárosi közlekedési bizottság. Ezek és más szervezetek együttesen számos államközi autópályát és állami utat, nyolc személyszállító vasúti hálózatot, nyolc öbölközi hidat, a transzbayi kompjáratokat, a helyi és transzbayi buszjáratokat, három nemzetközi repülőteret, valamint az utak, alagutak és kerékpárutak kiterjedt hálózatát kezelik.
A Bay Area-t, különösen San Franciscót gyakran az Amerikai Egyesült Államok egyik legjobb és legkiterjedtebb tömegközlekedésű városai és/vagy nagyvárosi területei között tartják számon. A helyi utazásokat a közlekedési eszközökkel gyakran buszjáratokkal bonyolítják le. Különböző ügynökségek szolgálják ki az Öböl-övezet különböző szegleteit, például a samTrans, amely főként San Mateo megyét szolgálja ki, és a County Connection, amely Contra Costa megye külvárosait köti össze; bár néhány buszügynökség transzbayi járatokat üzemeltet, például a Golden Gate Transit. Bár kompok is összekötik az öböl menti településeket, a legtöbb transzbayi és hosszabb távú tömegközlekedési utazást azonban a vasúti alapú közlekedés teszi lehetővé. A Bay Area Rapid Transit (BART) az egyetlen nehézvasúti rendszer az öbölben, és a regionális közlekedés meghatározó szolgáltatója San Francisco, San Mateo megye északi része és a Keleti-öböl nagy része között. Az öbölvidéken különböző ingázó vasúti szolgáltatások is működnek, mint például a SMART Sonoma és Marin megyén belül, a Caltrain a San Francisco-félszigeten, az ACE San Jose és Stockton között, valamint az Amtrak különböző útvonalai Oaklandből és San Joséból. San Francisco ad otthont a világ utolsó kézi működtetésű drótkötélpályás rendszerének is, és mind a San Francisco-i SFMTA, mind a Santa Clara-i VTA kisvasúti hálózatot üzemeltet a buszjáratok kiegészítéseként. Az ACE és az Amtrak járatok kivételével az öbölvidéken belül minden tömegközlekedés a Clipper-kártyával fizethető.
Bár nem olyan kiterjedt, mint a dél-kaliforniai autópályák, az öbölvidék is kiterjedt autópálya-hálózatnak ad otthont. Négy híd keresztezi magát a San Franciscó-i öblöt, és további négy híd keresztezi az északi San Pablo-öblöt, emellett olyan, inkább helyi gyorsforgalmi utak is vannak, mint az US 101 és az Interstate 280 a félszigeten, az Interstate 680 és 880 az East Bayben, valamint az Interstate 505 északon. Számos autópálya rendelkezik fizetős gyorsforgalmi sávokkal, amelyekért a FasTrak használatával fizetni kell. Az Öböl-övezeten belüli utcák a szélesebb sugárutaktól, mint például az El Camino Real a Félszigeten, a városi központokon belüli sűrűbb, lassabb utcákon át az olyan festői útvonalakig, mint a California State Route 1, változnak. San Francisco azonban történelmileg ellenségesen viszonyult az autópályákhoz, és aktivisták az új autópályák építésének leállítása és a meglévők lebontása érdekében léptek fel, leginkább az Embarcadero Freeway 1991-es lebontását szorgalmazva. A várost ma az amerikai autópálya-lázadások szülőhelyének tekintik.

## Repülés

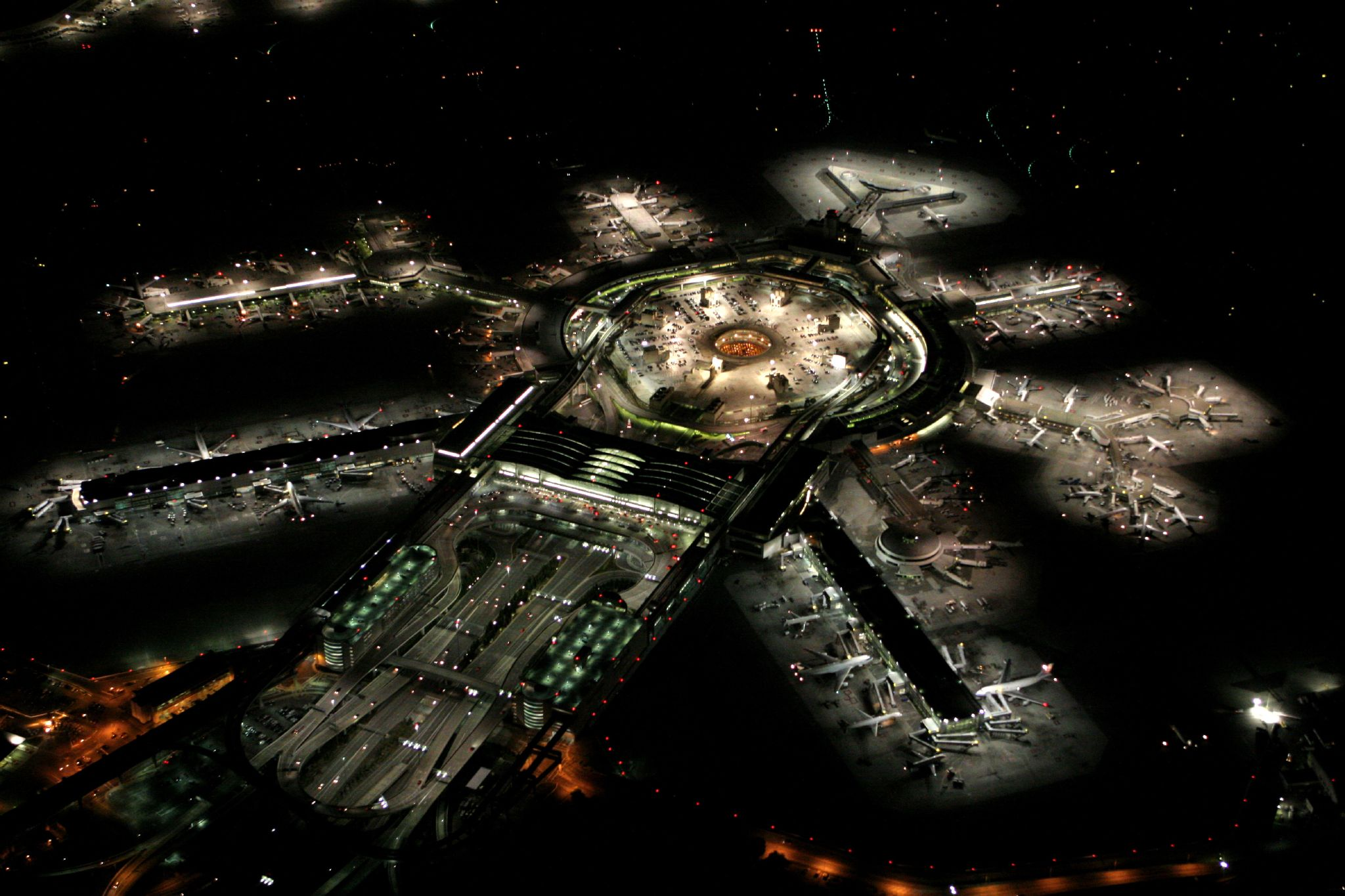
A San Franciscó-i nemzetközi repülőtér légi felvétele éjszaka

A Bay Area négy repülőteret szolgál ki kereskedelmi légitársaságok, amelyek közül három nemzetközi repülőtér. E repülőtereken kívül számos általános légiközlekedési repülőtér is található a régióban.
- San Franciscó-i nemzetközi repülőtér (SFO): A régió legforgalmasabb repülőtere, és Kalifornia egyik legfontosabb nemzetközi csomóponti repülőtere, amely a Los Angeles-i LAX után a második. A United Airlines és az Alaska Airlines csomópontja.
- San José nemzetközi repülőtér (SJC): A Bay Area második legforgalmasabb és leggyorsabban növekvő repülőtere.[4][5] Az Alaska Airlines bázisrepülőtereként szolgál.[6]
- Oaklandi nemzetközi repülőtér (OAK): A régió harmadik legforgalmasabb repülőtere és a Southwest Airlines bázisa.[4] Az oaklandi nemzetközi repülőtér a Bay Area legrégebbi még használatban lévő polgári repülőtere. A helyszínt a repülőgépek üzemeltetéséhez kedvező időjárási viszonyok miatt választották.
- Charles M. Schulz-Sonoma megyei repülőtér (STS): A legkisebb az öböl menti repülőterek közül, amelyet kereskedelmi légitársaságok szolgálnak ki.[7]

## Tömegközlekedés

A vasúti szolgáltatások térképe a Bay Area régióban

A San Francisco Bay Area tömegközlekedése meglehetősen kiterjedt: egy gyorsvasúti rendszer, három elővárosi vasútvonal, két kisvasúti rendszer, két komprendszer, az Amtrak helyközi vasúti járatai, valamint négy nagy, egymást átfedő buszjárat, emellett több tucat kisebb buszjárat is működik. A legtöbb ügynökség elfogadja a Clipper Cardot, egy újratölthető univerzális elektronikus fizetési kártyát.
A Bay Area kilenc megyéjében kiterjedt vasúti infrastruktúra létezik, amely különböző szolgáltatásokat nyújt. A Bay Area Rapid Transit, közismert nevén BART, gyorsvasúti szolgáltatást nyújt San Francisco és Contra Costa, Alameda, San Mateo és Santa Clara megyék között. A Caltrain, amely a történelmi Southern Pacific Railroad nyomvonalán közlekedik, a San Francisco-félszigeten nyújt elővárosi vasúti szolgáltatást, összekötve San Franciscót, San Josét, Gilroyt és a félsziget számos városát. A Millbrae-i intermodális terminál biztosítja az átszállást a Caltrain és a BART között. Az Altamont Corridor Express, közismert nevén ACE, szintén nyújt ingázó vasúti szolgáltatást, de a Középső-völgyből a Szilícium-völgybe, és a San Jose-i Diridon állomáson végződik. Északon a Sonoma-Marin Area Rail Transit (SMART) vonal Sonoma és Marin megyékben nyújt ingázó vasúti szolgáltatást.
Ezenkívül az Amtrak is jelen van az egész Bay Area területén. Két helyközi járat van, a Capitol Corridor az öböl menti városokat köti össze Sacramentóval, a San Joaquins pedig a San Joaquin-völgy városaival. Ezenkívül két távolsági járat is van, a Coast Starlight Seattle és Los Angeles felé nyújt szolgáltatást, míg a California Zephyr Denveren keresztül Chicagóba közlekedik.
A Bay Area két kisvasúti rendszerrel is rendelkezik: az egyiket a San Francisco Municipal Railway üzemelteti Muni Metro néven, amely San Francisco városán belül közlekedik, a másikat pedig a Santa Clara Valley Transportation Authority üzemelteti, amely Santa Clara megyében működik.
Egy sor egymást átfedő buszügynökség további tömegközlekedést biztosít az Öböl-övezet vasúti közlekedéssel kiszolgált és nem kiszolgált régióiban. A négy legnagyobb ügynökség, a Muni, az AC Transit, a SamTrans és a VTA San Francisco városában, a Keleti-öbölben, a Félszigeten és a Déli-öbölben működik, bár szolgáltatási területük általában átfedésben van a szomszédos ügynökségekkel és számos kisebb ügynökséggel. Mindezek az ügynökségek korlátozott éjszakai buszjáratokat is biztosítanak, amelyek célja, hogy "árnyékolják" az éjszakai órákban karbantartás miatt lezárt vasúti útvonalakat. Ezen túlmenően a négy autóbusz-ügynökség mindegyike önállóan törekszik a buszos gyorsvasúti rendszerek kiépítésére, elkülönített útvonalak és közlekedési jelzések kialakításával a forgalmas folyosókon, beleértve a Geary és Van Ness útvonalakat a Muni esetében, az El Camino Real útvonalat a SamTrans és a VTA esetében, valamint az International Boulevard útvonalat az AC Transit esetében.
Bár a BART és egyes buszos társaságok a San Franciscó-i öböl felett (vagy alatt) közlekednek, a Golden Gate Ferry és a San Francisco Bay Ferry kompjáratokat biztosít az öbölön keresztül.
A legtöbb rendszer felár nélkül engedi a kerékpárokat szállítani. Ezenkívül az öbölvidék lakói San Francisco, San Mateo és Santa Clara megye egyes részein a Bay Wheels kerékpármegosztó rendszerből is bérelhetnek kerékpárokat.

### Gyorsvasút
| Szolgáltató | Szolgáltató                                | Leggyakrabban használt jármű | Szolgáltatási terület                                                | Napi utasszám | Clipper fizetési lehetőség | Útvonalak | Állomások                               | Pálya hossza      | Nyomtáv                     | Tömegközlekedési kapcsolatok                 |
| ----------- | ------------------------------------------ | ---------------------------- | -------------------------------------------------------------------- | ------------- | -------------------------- | --------- | --------------------------------------- | ----------------- | --------------------------- | -------------------------------------------- |
| BART        | Blue, Green, Orange, Red és Yellow vonalak |                              | San Francisco, Alameda, Contra Costa, San Mateo és Santa Clara megye | 421 100       | van                        | 5         | 50 (15 subway, 20 surface, 15 elevated) | 131 mi (211 km)   | 1676 mm széles nyomtávolság | Amtrak, Caltrain, Muni Metro, VTA Light Rail |
| BART        | eBART                                      |                              | Eastern Contra Costa megye                                           | 8200          | van                        | 1         | 3                                       | 10,1 mi (16,3 km) | 1435 mm normál nyomtávolság | BART                                         |
| BART        | Beige Line                                 |                              | Oakland International Airport                                        | 2600          | van                        | 1         | 2                                       | 3,2 mi (5,1 km)   | —                           | Amtrak, BART                                 |

### Elővárosi vasutak
| Szolgáltató | Leggyakrabban használt jármű | Szolgáltatási terület                          | Napi utasszám | Clipper fizetési lehetőség | Útvonalak | Állomások      | Pálya hossza       | Nyomtáv                     | Tömegközlekedési kapcsolatok                  |
| ----------- | ---------------------------- | ---------------------------------------------- | ------------- | -------------------------- | --------- | -------------- | ------------------ | --------------------------- | --------------------------------------------- |
| ACE         |                              | San Joaquin, Alameda and Santa Clara megyék    | 4800          | nincs                      | 1         | 10             | 86 mi (138 km)     | 1435 mm normál nyomtávolság | Amtrak, Caltrain, VTA Light Rail              |
| Caltrain    |                              | San Francisco, San Mateo és Santa Clara megyék | 67 500        | van                        | 1         | 32 1 tervezett | 77,4 mi (124,6 km) | 1435 mm normál nyomtávolság | ACE, Amtrak, BART, Muni Metro, VTA Light Rail |
| SMART       |                              | Marin és Sonoma megyék                         | 2040          | van                        | 1         | 12 4 tervezett | 45 mi (72 km)      | 1435 mm normál nyomtávolság | Golden Gate Ferry                             |

### Távolsági vonatok
| Szolgáltató       | Szolgáltató       | Leggyakrabban használt jármű | Szolgáltatási terület                                                       | Napi utasszám | Clipper fizetési lehetőség | Útvonalak                     | Állomások                      | Pálya hossza      | Nyomtáv                     | Tömegközlekedési kapcsolatok                |
| ----------------- | ----------------- | ---------------------------- | --------------------------------------------------------------------------- | ------------- | -------------------------- | ----------------------------- | ------------------------------ | ----------------- | --------------------------- | ------------------------------------------- |
| Amtrak California | Capitol Corridor  |                              | Santa Clara, Alameda, Contra Costa, Yolo, Sacramento és Placer megyék       | 6000          | Nincs                      | 1                             | 17                             | 168 mi (270 km)   | 1435 mm normál nyomtávolság | ACE, Amtrak, BART, Caltrain, VTA Light Rail |
| Amtrak California | San Joaquins      |                              | Alameda és Contra Costa megyék az útvonal öböl menti szakaszán              | 2900          | Nincs                      | 1 a Bay Area-ban (2 összesen) | 4 a Bay Area-ban (16 összesen) | 315 mi (507 km)   | 1435 mm normál nyomtávolság | AC Transit, Amtrak, BART                    |
| Amtrak            | California Zephyr |                              | Alameda és Contra Costa megyék az útvonal öböl menti szakaszán              | 1100          | Nincs                      | 1                             | 3 a Bay Area-ban (33 összesen) | 2438 mi (3924 km) | 1435 mm normál nyomtávolság | AC Transit, Amtrak, BART                    |
| Amtrak            | Coast Starlight   |                              | Alameda, Contra Costa és Santa Clara megyék az útvonal öböl menti szakaszán | 1200          | Nincs                      | 1                             | 3 a Bay Area-ban (28 összesen) | 1377 mi (2216 km) | 1435 mm normál nyomtávolság | AC Transit, Amtrak                          |

### Könnyű vasút
| Szolgáltató    | Szolgáltató                                              | Leggyakrabban használt jármű | Szolgáltatási terület | Napi utasszám | Clipper fizetési lehetőség | Útvonalak | Állomások                                                                  | Pálya hossza      | Nyomtáv                     | Tömegközlekedési kapcsolatok         |
| -------------- | -------------------------------------------------------- | ---------------------------- | --------------------- | ------------- | -------------------------- | --------- | -------------------------------------------------------------------------- | ----------------- | --------------------------- | ------------------------------------ |
| Muni           | Muni Metro                                               |                              | San Francisco         | 157 700       | van                        | 6         | 33 (9 subway, 24 surface) 4 under construction 87 additional surface stops | 34,6 mi (55,7 km) | 1435 mm normál nyomtávolság | BART, Caltrain és kompok             |
| Muni           | Heritage streetcars (E Embarcadero & F Market & Wharves) |                              | San Francisco         | 157 700       | van                        | 2         | 36                                                                         | 6 mi (9,7 km)     | 1435 mm normál nyomtávolság | BART, Muni Metro, kompok és Caltrain |
| Muni           | San Franciscó-i kábelvasút                               |                              | San Francisco         | 14 900        | van                        | 3         | 52                                                                         | 5,1 mi (8,2 km)   | 1067 mm                     | BART, Muni Metro                     |
| VTA Light Rail | VTA Light Rail                                           |                              | Santa Clara megye     | 26 700        | van                        | 3         | 62                                                                         | 42,2 mi (67,9 km) | 1435 mm normál nyomtávolság | ACE, Amtrak, BART, Caltrain          |